# 天鎮県
天鎮県（てんちん-けん）は中華人民共和国山西省大同市に位置する県。

## 歴史
754年（天宝13載）、唐朝により設置された天成軍を前身とする。遼代に天成県と改編され、金代に天城県、元代に天成県と改称された。明朝が成立すると天成県は廃止され、1393年（洪武26年）に天成衛が設置されている。清代になると1646年（順治3年）に天鎮衛と改称、1725年（雍正3年）に天鎮県と改編された。
1949年から1952年にかけては察哈爾省の管轄とされた。1958年に廃止となり陽高県に編入されたが、1961年に再設置され現在に至る。

## 行政区画
- 鎮:玉泉鎮、谷前堡鎮、米薪関鎮、逯家湾鎮、新平堡鎮
- 郷:卅里鋪郷、賈家屯郷、趙家溝郷、南高崖郷、張西河郷、馬家皂郷

## 名所
- 慈雲寺
- 李二口長城
- 双成橋
- 新平堡古鎮
- 新平堡玉皇閣
- 盤山石窟